# Jützenbach
Jützenbach este o comună din landul Turingia, Germania.